# أنطونيا جوي ويلسون
أنطونيا جوي ويلسون (بالإنجليزية: Antonia Joy Wilson)‏ هي موزعة أمريكية، ولدت في 1957 في أكسفورد في المملكة المتحدة.